# 藤村真澄
藤村 真澄（ふじむら ますみ、1974年9月17日 - ）は、日本の元AV女優。

## 略歴・人物
1994年にAVデビュー。ショートカットが特徴の美少女系AV女優として活躍した。
1995年頃に引退。
引退後、「倉田 真希（くらた まき）」の芸名でテレビCMやVシネマなどの一般作品に出演した。
趣味:料理。
好きな食べ物:ケーキ。焼き肉。
苦手な食べ物:メロン。
得意なスポーツ:スキー。
将来の夢:女優。

## 出演作品

### アダルトビデオ
1994年
- SEXY倶楽部GOLD 創刊号SPECIAL 石原ゆり 藤村真澄 ほか（6月12日、宇宙企画 MY-20）
- ビデオマガジン Beppin VOLUME43 藤村真澄 吉野真理 朝水里緒 西尾悦子 ほか（7月20日、英知出版 BEV88-43）※イメージビデオ
- 聖GIRL（7月24日、宇宙企画 IF-27）※AVデビュー作
- 女子校生 禁断のバージンロード（9月10日、笠倉出版社 AJV75-25）
- 制服コスプレ図鑑 Vol.2（9月18日、宇宙企画 MY-32）…オムニバス作品 他出演:松下英美、小沼薫
- Second Fuck（9月30日、宇宙企画 IF-32）
- 淫美な罠（11月13日、宇宙企画 IF-38）
- 天使はナマがお好き（12月29日、オーケイ出版 OKV02-27）
- 潮吹きマドンナ（ファイブスター FV-9009）
- ナース快楽館 13（ファイブスター）…オムニバス作品 他出演:岡崎美女、絵崎あづみ、水野さやか、森尾ひとみ 全5名 ※総集編

1995年
- 120人の美女 AV秘蔵コレクション 3 樹まり子・小沢奈美・あいだもも 他（1月6日、笠倉出版社 AJV75-45）全30名
- 変貌（1月12日、宇宙企画 IF-44）
- ナース物語 濡れた茂み 3（1月13日、笠倉出版社 AJV75-53）全8名
- 突きひとしずく（2月3日、サマンサ XS-2082）
- 熟れはじめ（3月3日、サマンサ XS-2087）
- 女教師狩り（4月14日、サマンサ XS-2091）
- 貝くらべ 2 発情美姉妹（5月6日、サマンサ XS-2095）…共演:原田薫
- 天使のまえぶれ（5月15日、笠倉出版社 AJV75-79）
- 悩殺!仕置き人 エロ退治お嬢様（8月30日、エイトマン IE-008）…共演:麻宮淳子、青山和希 ※「藤村ますみ」名義
  - 悩殺!仕置き人 エロ退治お嬢様 濃縮版（1997年7月5日、芳友舎 FRV00-61）…共演:麻宮淳子、青山和希 ※「藤村ますみ」名義

2003年
- ナース20年史 Deluxe 1（7月18日、FIVE STAR DAJ-015）

2004年
- 宇宙企画Classic 藤村真澄（2月13日、宇宙企画 MDO-005）※「聖GIRL」「Second Fuck」を収録
- 宇宙企画Classic 藤村真澄 2（8月6日、宇宙企画 MDO-017）※「淫美な罠」「変貌」を収録

2008年
- 宇宙企画 The Complete till 2008 完全限定版（12月26日、宇宙企画 MDS-532）全100名 ※2,000枚限定生産

発売年不明
- 熱いモノで絶頂 藤村真澄（ロ・マ・ン・ス RO-2301）VHS
- 性快感真澄ランド 藤村真澄（Daughter DR-03）VHS
- 裏流出 快楽昇天 藤村真澄（セリーヌ企画 KD-009）VHS
- 48手 生本番 絶頂（日本ビデオ販売）VHS
- Private Sex 浅倉ケイ 藤村真澄 藤田リナ（バリーズ BLD-003）DVD 全3名

### オリジナルビデオ
- HOW TO KILL ZOMBIES（1995年、日本ビデオ販売）監督:亜蘭墨志 主演:倉田真希 - 「倉田真希」名義 [3]

### アダルトゲーム
- 『セクシーアイドル麻雀 野球拳の詩』 安藤有里 美里真理 憂木瞳 藤谷しおり 藤村真澄 他 全16名（1995年1月31日、日本物産、PCエンジンスーパーCDソフト）

## 書籍

### 写真集
- バイオレンス 長濱治撮り下ろし写真集 神崎奈津実 菜月千穂 藤村真澄 ほか 全7名（1994年11月10日、竹書房）撮影:長濱治 ISBN 9784884759322
- 秋麦日記（1994年11月15日、英知出版）撮影:藤田健五 ISBN 9784754213770
- FOUR-SEASONS 美少女たちの四季 16 Girls in Hair nude Photo Collection 日吉亜衣・水沢早紀・杉本ゆみか ほか 全16名（1994年11月15日、司書房）撮影:横山こうじ
- 天使のまえぶれ（1994年11月20日、笠倉出版社）撮影:中村誠作 ISBN 9784773001990
- 藤村真澄 美乳コレクションVol.1（1995年4月24日、黒田出版興文社）撮影:中村誠作 ISBN 9784876732388

### 雑誌
- すッぴん 1994年5月号、1994年8月号（英和出版）
- WEEKLY プレイボーイ 1994年5月24日号（集英社）
- BONNOU Vol.15 1994年6月号（英和出版）
- ベストビデオ 1994年6月号、1995年4月号（三和出版）
- オレンジ通信 1994年8月号（東京三世社）
- BIG4特別編集ENDLESS VOL.5（1994年8月23日、竹書房）
- 熱写ボーイ 1994年9月号（東京三世社）
- URECCO 1994年10月号（ミリオン出版）
- ビデオボーイ 1994年10月号 No.126、1995年2月号 No.130、5月号 No.133（英知出版）
- AVいだてん情報 1994年10月号（大洋図書）
- CHUPA 1994年11月号（英知出版）
- MAGAZINE WOOOOO! 1994年11月号（マガジン・マガジン）
- デラべっぴん 1994年11月号（英和出版）
- お隣りのお姉さんドキドキ写真 1994年11月号（サン出版）
- GOKUH 1994年12月号（英知出版）
- アップル通信 1994年10月号、12月号（三和出版）
- Beppin 1994年12月01日号（英知出版）
- PHOTO SHOT Vol.5 激突!!31名のセクシーギャル満載（1994年12月25日、英知出版）
- ACTRESS 1995年1月号（リイド社）
- CD-ROMギャルズクリップvol.1（1995年1月15日、メディアックス）
- SUPER でらpin 1995年2月号 NO.10 デラべっぴん増刊（英知出版）
- おとこの遊び専科 1995年2月号（青人社）
- ザ・ベストMAGAZINE Special No.20 1995年3月号（ベストセラーズ）
- THE SPARK GIRLS Vol.10（1995年7月30日、ベストセラーズ）